# Otto Korfes
Otto Korfes (Weenzen, 23 novembre 1889 – Potsdam, 24 agosto 1964) è stato un generale tedesco della Wehrmacht durante la seconda guerra mondiale.

## Biografia
Korfes era figlio di un pastore protestante. Frequentò il liceo a Blankenburg (Harz) e decise poi di entrare nella carriera militare. Venne assegnato al 66º reggimento di fanteria il 17 marzo 1909 come alfiere. Il 22 agosto 1910 venne promosso sottotenente. Con lo scoppio della prima guerra mondiale, divenne comandante di plotone nel suo reggimento e venne coinvolto con esso nella presa della fortezza di Liegi. Nel corso del resto della guerra combatté esclusivamente sul fronte occidentale. Il 25 febbraio 1915 venne promosso tenente e poi capitano dal 18 dicembre 1917, venendo trasferito nello staff della 7ª divisione di fanteria dall'11 aprile 1918. Si dimise dal Reichswehr il 30 settembre 1920 col grado di maggiore.
Korfes si iscrisse quindi all'Università Federico Guglielmo di Berlino ove studiò filosofia, ricevendo il dottorato nel 1923 da Max Sering e Werner Sombart. Dall'aprile 1920 al 1º giugno 1937, lavorò presso il Reichsarchiv di Potsdam e poi presso l'istituto di ricerca di storia militare dell'esercito. Nel 1929 sposò Gudrun Mertz von Quirnheim (1907–1979), figlia del tenente generale e presidente degli archivi del Reich, Hermann Mertz von Quirnheim. Nel 1933, nacque sua figlia Sigrid, e dopo di essa un figlio maschio, Gunhild Korfes, poi noto sociologo tedesco.
Come maggiore di riserva, Korfes venne assegnato al 66º reggimento di fanteria nella Wehrmacht il 1º giugno 1935. Il 1º ottobre 1937 venne assegnato come comandante al 1º battaglione del suo reggimento. Dopo un anno, Korfes, che era stato promosso tenente colonnello il 1º febbraio 1938, divenne comandante del suo reggimento. Korfes mantenne tale posizione sin dopo l'inizio della seconda guerra mondiale, al 5 febbraio 1940, per poi assumere il comando del 518º reggimento di fanteria, venendo promosso colonnello dal 1º gennaio 1941. Rinunciò al comando il 2 novembre 1942 e rimase brevemente nella riserva sino al 16 novembre 1942. Fu incaricato quindi di guidare la 295ª divisione di fanteria sino al 1º gennaio 1943. Ottenendo simultaneamente l'incarico di maggiore generale, venne nominato comandante di divisione il 1º gennaio 1943. Nella battaglia di Stalingrado cadde prigioniero dei sovietici il 31 gennaio 1943 e venne internato nel campo di prigionia di Woikowo. Divenne nel frattempo membro del Comitato Nazionale di Germania (NKFD) nell'Unione Sovietica con lo scopo di proporre la fine della guerra incitando i soldati al fronte alla resa. Come membro dell'NKFD, lavorò a stretto contatto con Walter Ulbricht. Questo suo atteggiamento, ad ogni modo, ebbe pesanti conseguenze sui membri della sua famiglia, molti dei quali vennero tradotti nelle prigioni della Gestapo o in campi di concentramento come prigionieri.
Korfes era uno dei fondatori della federazione degli ufficiali tedeschi. Suo cognato, il colonnello Albrecht Ritter Mertz von Quirnheim, era stato membro del nucleo della resistenza militare al colonnello Claus Schenk von Stauffenberg ed aveva preso parte al complotto del 20 luglio 1944. L'altro suo cognato, Wilhelm Dieckmann, come capitano della riserva, fu anch'egli membro della resistenza militare contro Hitler e il nazionalsocialismo e fu brutalmente interrogato il 13 settembre 1944 a Berlino dalla Gestapo nella prigione della Lehrter Strasse.
Korfes tornò a Potsdam dalla prigionia nel 1948 e divenne capo dell'Archivio di Stato di Potsdam (dal 1948 al 1952) e poi del Dipartimento degli Archivi nel Ministero degli Interni (dal 1949 al 1952), gettando le basi per l'archiviazione della Repubblica Democratica Tedesca. Nella Repubblica Democratica Tedesca, divenne membro attivo del Partito Nazionale Democratico della Germania e nella direzione delle Polizia Popolare. Ad ogni modo la sicurezza dello stato rimase sempre piuttosto sospettosa nei suoi confronti. Dal 1952 al 1956 divenne maggiore generale della Polizia Popolare e capo del dipartimento storico nonché vice capo dello staff del Dipartimento Operazioni della Polizia Popolare. Sostenne attivamente il Deutsches Historisches Museum. Fin dalla sua fondazione fu membro del Fronte Nazionale dal febbraio del 1950, nonché membro poi del consiglio nazionale e presidente del comitato del partito per il distretto di Potsdam. Fu inoltre membro della sezione storica dell'Accademia delle Scienze di Germania e dal 1958 sino alla sua morte fu presidente dell'Associazione ex ufficiali.
Dopo la sua morte, avvenuta nel 1964, la sua urna venne sepolta nel Nuovo Cimitero di Potsdam (Heinrich-Mann-Allee).